# Équipe de Serbie de rugby à XV
L'équipe de Serbie de rugby à XV rassemble les meilleurs joueurs de rugby à XV de Serbie. Elle est issue de l'éclatement de l'ex-Yougoslavie et ne reprend sa place dans le concert international, après les sanctions prises par l'ONU à son encontre pendant les guerres en Slovénie, en Croatie et en Bosnie-Herzégovine, qu'en 1996 sous le nom de Serbie et Monténégro.
Elle est membre de la FIRA - Association Européenne de Rugby et joue dans la division 3A du Championnat européen des nations de rugby à XV.
L'équipe nationale est au 79e rang du classement de l'International Rugby Board au 22 aout 2022.

## Palmarès enCoupe du monde
RF Yougoslavie/Serbie-et-Monténégro :
- 1995 : pas qualifiée
- 1999 : pas qualifiée
- 2003 : pas qualifiée
- 2007 : pas qualifiée

Serbie :
- 2011 : pas qualifiée
- 2015 : non qualifiée
- 2019 : non qualifiée
- 2023 : non qualifiée.